# عسکر آقایف
عسکر آقایف در دهم نوامبر ۱۹۴۴ در دهکدهٔ قزل‌بیرق در شمال قرقیزستان به دنیا آمد. او کوچک‌ترین پسر از پنج فرزند خانواده‌ای دهقان بود.
آقایف در تاریخ ۲۷ اکتبر ۱۹۹۰ به عنوان نخستین رئیس‌جمهوری سوسیالیستی شوروی قرقیزستان انتخاب شد. پس از تجزیهٔ اتحاد جماهیر شوروی نیز او به کار خود به عنوان رئیس‌جمهوری قرقیزستان ادامه داد. وی در تاریخ ۲۴ مارس ۲۰۰۵ در نتیجهٔ تظاهرات و ناآرامی‌های موسوم به انقلاب گل لاله از قدرت کنار رفت.
آقایف در رشتهٔ فیزیک تحصیل کرده‌است و عضو آکادمی علوم روسیه و آکادمی علوم نیویورک است. وی در حال حاضر به عنوان محقق ارشد مؤسسهٔ تحقیقات ریاضی سیستم‌های پیچیده پریگونین در دانشگاه دولتی مسکو کار می‌کند. او به همراه آندری کاراطایف و گئورگ مالینتسکی هماهنگ‌کننده برنامهٔ «تحلیل سیسامی و مدلسازی ریاضی دینامیک‌های جهان» در آکادمی علوم روسیه است.